# 莫涅维尔 (默兹省)
莫涅维尔（法語：Mognéville，法語發音：[mɔɲevil]）是法国默兹省的一个市镇，位于该省西南部，属于巴勒迪克区。

## 地理
莫涅维尔（48°46'59"N, 5°0'17"E）面积18.57 平方千米，位于法国大東部大區默兹省，该省份为法国西北部内陆省份，北与比利时接壤，西接马恩省和阿登省，南至上马恩省和孚日省，东临默尔特-摩泽尔省。
与莫涅维尔接壤的市镇（或旧市镇、城区）包括：舍米农、塞迈兹莱班、昂代尔奈、索河畔伯雷、孔特里松、库翁日、瓦桑库尔。

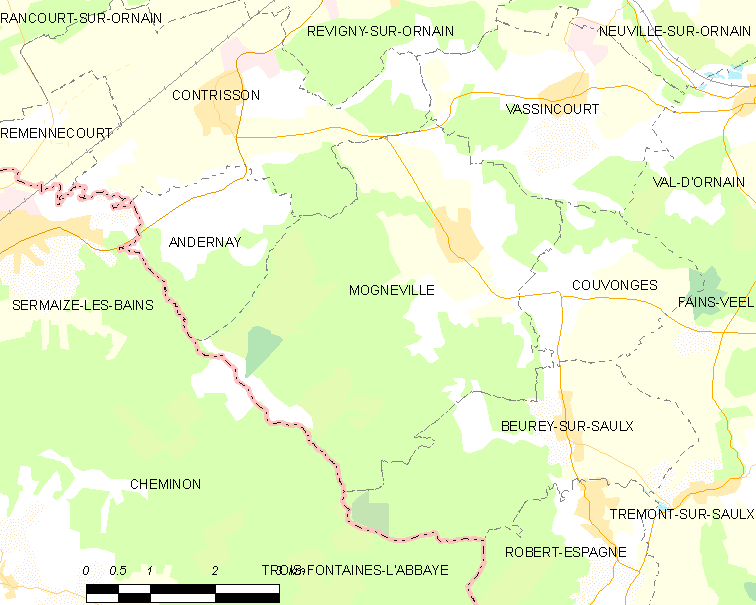
的OSM定位图

莫涅维尔的时区为UTC+01:00、UTC+02:00（夏令时）。

## 行政
莫涅维尔的邮政编码为55800，INSEE市镇编码为55340。

## 政治
莫涅维尔所属的省级选区为奥尔南河畔勒维尼县。

## 人口

1962-2008年间人口变化图示

莫涅维尔于2022年1月1日时的人口数量为359人。